# Parafia św. Bartłomieja Apostoła w Stradowie
Parafia świętego Bartłomieja Apostoła w Stradowie – parafia rzymskokatolicka, znajdująca się w diecezji kieleckiej, w dekanacie skalbmierskim.